# 보르 (노르드 신화의 여신)
보르(고대 노르드어: Vǫr→사려깊은 존재, 주의깊은, 조심하는)는 노르드 신화에서 지혜를 맡은 여신이다. 13세기에 스노리 스투를루손이 쓴 《신 에다》에 언급된다.
《신 에다》 중 〈길피의 속임수〉 제35장에 보면 높으신 분이 16명의 아쉬뉴르에 대한 간량한 설명을 한다. 보르는 그중 열 번째로 언급되며, 높으신 분의 설명에 따르면 “지혜롭고 호기심이 많으며, 그녀에게서 아무 것도 숨길 수 없다.” 〈시어법〉 제75장에서는 아쉬뉴르 27여신 명단에 함께 올라와 있다.

## 참고 자료
- Faulkes, Anthony (Trans.) (1995). Snorri Sturluson: Edda. First published in 1987. London: Everyman. ISBN 0-460-87616-3
- Orchard, Andy (1997). Dictionary of Norse Myth and Legend. Cassell. ISBN 0-304-34520-2
- Simek, Rudolf (2007) translated by Angela Hall. Dictionary of Northern Mythology. D.S. Brewer. ISBN 0-85991-513-1